# جاده ای۱۰۴ (انگلستان)
جاده ای۱۰۴ (به انگلیسی: A104 road) یکی از جاده‌های کشور انگلستان است.
این جاده از ناحیه اسلینگتون در شهرستان لندن شروع و در منطقه گریت مونک وود در شهرستان اسکس به پایان می‌رسد، طول این جاده ۲۱٫۲ کیلومتر است.